# Ivano Della Morte
Ivano Della Morte (Cirié, 13 ottobre 1974) è un dirigente sportivo, allenatore di calcio ed ex calciatore italiano, di ruolo centrocampista.

## Biografia
Ha un figlio di nome Matteo che ha giocato nelle giovanili della Juventus e dal 2023 gioca in serie C con la maglia del Vicenza.

## Caratteristiche tecniche
Per oltre un decennio è stato un giocatore professionista nel ruolo di centrocampista esterno. 

## Carriera

### Giocatore
Crebbe calcisticamente nel Torino, con il quale debuttò in Serie A appena diciottenne (in Torino-Pescara 3-1 del 28 febbraio 1993); nelle stagione successiva passò al Monza, in Serie B. Risale a questo periodo il suo debutto con la Nazionale Under-21, per la quale scese in campo 2 volte. Retrocesso il Monza, il giovane Della Morte fu ingaggiato dalla Lazio con cui non ebbe mai occasione di scendere in campo: nelle stagioni successive passò al Lecce, con cui segnò il suo primo goal da professionista, poi all'Avellino. Vestì poi le maglie di Alessandria (Serie C1), Reggiana (B e C1) e la Fidelis Andria (Serie B).
Nell'estate 2000 passò alla Lucchese, con cui visse una delle annate più fortunate; ingaggiato dal L.R. Vicenza per la stagione 2001-2002, nel 2002-03 fu prestato dalla società biancorossa al ChievoVerona, nella stagione che segnò il suo ritorno in Serie A a dieci dall'esordio. Giocò ancora nel Genoa, nel Cesena e nell'Ascoli, con cui disputò le ultime gare in A prima dell'ingaggio, da svincolato, dell'Alessandria, in Serie D, dove ha terminato la propria carriera agonistica al termine della stagione sportiva 2006-2007.
Vanta anche 14 presenze nelle nazionali giovanili, oltre a 28 (con 4 goal) in Serie A.

### Allenatore
Nell'estate 2007 abbandonò l'attività agonistica per intraprendere la carriera di allenatore, ottenendo il patentino da allenatore di base.
Nel 2008 si è seduto sulla panchina della prima squadra del Borgaro Torinese, nel campionato piemontese di Eccellenza, restandoci pochi mesi. Quindi nella stagione 2008-2009 è stato allenatore nel settore giovanile del Canavese.
Dopo essere stato il tecnico degli Allievi Regionali della Juventus, nella stagione 2011-2012 è stato promosso alla guida degli Allievi Nazionali.

### Dirigente sportivo
Nel gennaio 2017 diventa responsabile del settore giovanile dell'Achmat Groznyj.

## Palmarès

### Giocatore

#### Competizioni giovanili
- Campionato Primavera: 1

Torino: 1991-1992

#### Competizioni nazionali
- Coppa Italia: 1

Torino: 1992-1993